# 牛玉儒
牛玉儒（1952年—2004年），男，蒙古族，籍贯辽宁阜新，生于內蒙古通遼，中华人民共和国政治人物。曾担任内蒙古自治区人民政府秘书长、包头市人民政府市长、自治区政府副主席、中共内蒙古自治区党委常委兼中共呼和浩特市委书记等职务。2004年8月，因积劳成疾不幸早逝，终年52岁。因其作风清正廉洁、工作勤奋敬业、成绩突出而在党内被树为先进模范典型。

## 生平
1970年5月，任插队知青。1971年12月，任吉林省哲里木盟盟委办公室通讯员、干事。1975年加入中国共产党。1977年3月，任吉林省通辽县莫力庙公社党委书记。1978年2月，在中央民族学院干训班学习。
1979年7月，任内蒙古自治区哲里木盟盟委组织部干事、秘书。1980年5月，任内蒙古自治区人民政府办公厅秘书。1983年3月，任内蒙古自治区纪委秘书。1984年1月，任内蒙古自治区纪委秘书长。1984年12月，任内蒙古自治区纪委常委、秘书长。1989年11月，任内蒙古自治区政府副秘书长。1992年1月，任内蒙古自治区政府副秘书长、办公厅主任。1993年5月，任内蒙古自治区政府秘书长、党组成员，办公厅党组书记。1996年11月，任中共包头市委副书记、代市長（1997年4月当选市长）。2001年2月，任内蒙古自治区政府副主席、党组成员。2003年4月，任中共内蒙古自治区党委常委、呼和浩特市市委书记。
2004年8月14日，因病醫治無效，逝世於北京，享年52歲。

## 政績
在擔任包头市長期间，主管国有企业改革和经济结构调整，组建一批大型企业集团，推进稀土高科、明天科技、华资实业、钢联股份、北方重汽等企业实现股票上市。利用包頭震後重建工作契機，进行城市改造和建设，实施了一大批城市基础设施建设工程，城市面貌和人居环境发生了明顯改善，先后荣获全国园林绿化、住房制度改革、安居工程先进城市和“联合国人居中心2000年国际改善居住环境最佳范例奖的良好范例”等称号。 
在內蒙古自治区政府工作期间，牛玉儒分管西部大开发、对外开放、商贸流通和政法等方面的工作。编制了《内蒙古自治区实施西部大开发战略规划纲要》。
在擔任呼和浩特市委書記工作期间，生产总值增速跃居內蒙古和全国27个省会（首府）前列。呼和浩特市政建設，市容市貌明显改观。承办两个文明建设经验交流会。

## 榮譽
- 中央纪委、中组部、中宣部、中央保持共产党员先进性教育领导小组《关于开展向牛玉儒同志学习活动的决定》
- 中国中央电视台组织的2004年度感动中国人物[4]

## 事迹宣傳活動
中央纪委、中组部、中宣部、中央保持共产党员先进性教育领导小组和内蒙古自治区党委联合组织了“党的好干部，人民的贴心人” 牛玉儒先进事迹报告团。2004年11月30日以来，报告团先后在北京、辽宁、山东、上海、广东、陕西、重庆和内蒙古等地作了9场报告。

### 相關影片
- 電視劇《牛玉儒》[6]
- 電影《生死牛玉儒》[7]